# جامعة كونثبثيون
جامعة كونثبثيون (باللغة الإسبانية: Universidad de Concepción)، هي جامعة تشيلية ، واحدة من أكثر الجامعات التقليدية والمرموقة في بلدها، وتعتبر معقدة لأبحاثها في مختلف مجالات المعرفة. تأسست في 14 مايو 1919 ، وهي ثالث أقدم جامعة في شيلي، وواحدة من 25 جامعة تنتمي إلى مجلس رؤساء الجامعات التشيلية.

## التاريخ

### خلفية
في أواخر القرن التاسع عشر وأوائل القرن العشرين، بدأ العديد من العلماء من كونسبسيون في التماس بناء جامعة جنوب تشيلي حيث سيكون من الممكن دراسة الشهادات المهنية خارج العاصمة سانتياغو دي تشيلي.في فبراير 1917 ، ذكرت صحيفة أل صور:

### لجنة المؤيدة للجامعة
في 23 مارس 1917 ، تم عقد أول اجتماع رسمي لتحقيق هدفي مواطني كونسبسيون: مستشفى سريري وجامعة.
بعد المناقشة، تم تعيين لجنة لتولي مسؤولية بناء هذين المشروعين. كانت المشاريع مرتبطة ارتباطًا وثيقًا لأن المستشفى سيصبح قاعدة لكلية الطب بالجامعة الجديدة. وكان من بين الأعضاء البارزين في اللجنة إنريك مولينا جارمينديا وبيدرو نولاسكو وإدموندو لاريناس وفيرجينيو غوميز.

### المؤسسة
ثم قدمت اللجنة الوثائق إلى الكونغرس الوطني لشيلي والتي ستنشئ الجامعة رسمياً. تم إرسالها والموافقة عليها، وفي 14 مايو 1919 ، أسس إنريكي مولينا جارمينديا الجامعة وأصبح أول رئيس لها.
في الوقت الحاضر، يتم تمويل الجامعة من قبل منظمات مختلفة تابعة لـ «لجامعة كونثبثيون». اليانصيب هي واحدة من المنظمات الرئيسية. بفضل هذا التمويل، أصبحت جامعة كونثبثيون واحدة من أحدث الجامعات وأهمها في تشيلي.

## منظمة
وجامعة كونثبثيون تنقسم إلى ثلاثة جامعات، تقع في تشيلان ولوس أنخليس وكونثبثيون. هذا هو الحرم الجامعي الرئيسي والأهم.

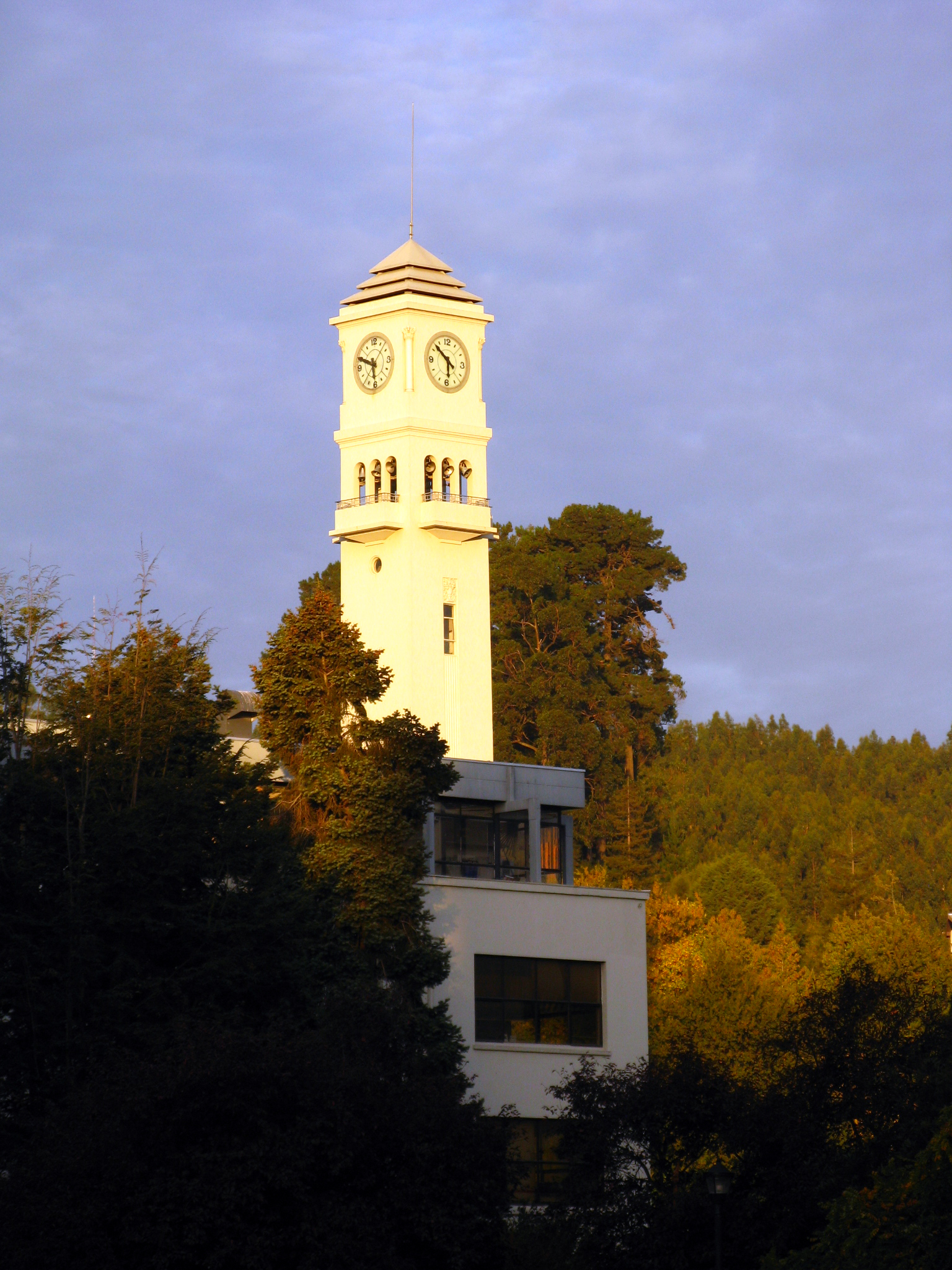
كامبانيل من لجامعة كونثبثيون ، في كونثبثيون الحرم الجامعي.

### كونثبثيون الحرم الجامعي
تقع الجامعة في حي الجامعة. يشتمل الحرم الجامعي بأكمله على ما يُعرف باسم المدينة الجامعية (Ciudad Universitaria) ، والتي تحتوي أيضًا على متاحف ومنحوتات وحدائق. تبلغ مساحة الحرم الجامعي اليوم 1425000 متر مربع، تم بناء 239856 عليها. إنه مركز المعرفة والعلوم والثقافة والتكنولوجيا والبحث في مدينة كونثبثيون. تقع اللوحة Presencia de America Latina التي التقطها خورخي غونزاليس كامارينا داخل مبنى بيت الفن داخل الحرم الجامعي.
في عام 2010 ، تم اختيار الحرم الجامعي لجامعة كونثبثيون كأحد الأعمال المعمارية الأكثر أهمية في تشيلي منذ النصف الأول من القرن العشرين. تميز جائزة «العمل المئوية الثانية» بين الأعمال التي غيّرت، في المائة عام الماضية، وجه مدن تشيلي، وحسّنت بشكل كبير جودة حياة سكانها.

### تشيلان الحرم الجامعي
تأسس حرم تشيلان في عام 1955 بدعم من العديد من المؤسسات مثل الجامعات الأمم المتحدة ومنظمة الدول الأمريكية والجامعات الأمريكية والأوروبية وغيرها. وهي تركز بشكل أساسي على العلوم الزراعية وتضم حوالي 2000 طالب وأكثر من 100 من أعضاء هيئة التدريس و 250 من الموظفين الإداريين.

### لوس أنخليس الحرم الجامعي
تأسس حرم لوس أنخليس في عام 1962 بناءً على طلب أهل المقاطعة إلى مدير الجامعة، ديفيد ستيتشكين برانوفر. يوجد في الوقت الحالي 1300 طالب و 35 مدرسًا بدوام كامل، بالإضافة إلى أعضاء هيئة التدريس غير المتفرغين.

## المدارس والإدارات

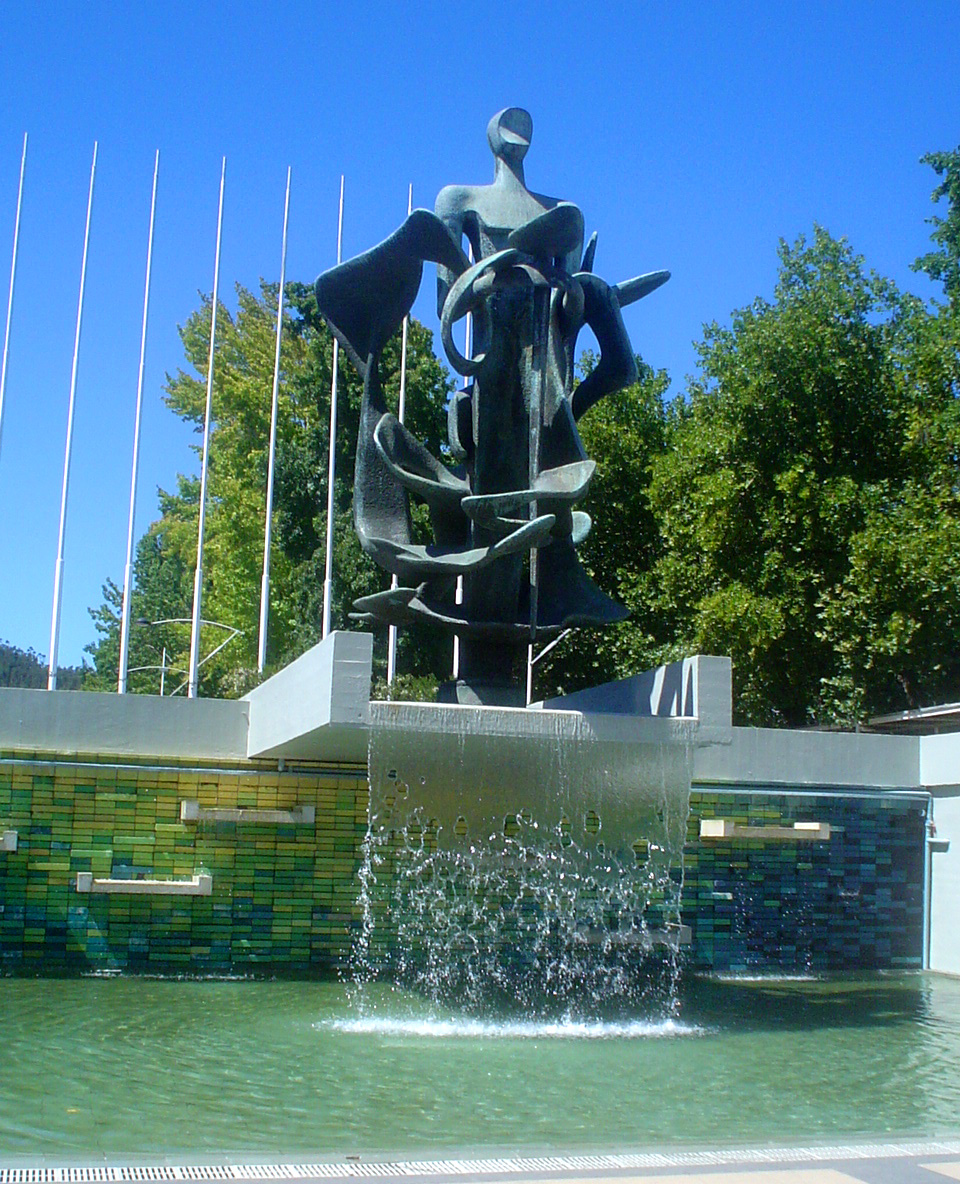
النحت الحداثي والنافورة في الحرم الجامعي لجامعة كونثبثيون.

يتكون لجامعة كونثبثيون من 19 مدرسة وقسم:
- قسم الهندسة الزراعية.
- قسم العمارة والتخطيط العمراني والجغرافيا.
- قسم العلوم البيولوجية.
- كلية الاقتصاد وإدارة الأعمال.
- قسم العلوم الفيزيائية والرياضيات.
- قسم الغابات.
- كلية الحقوق والعلوم الاجتماعية.
- قسم العلوم الطبيعية وعلوم المحيطات.
- قسم العلوم الكيميائية.
- قسم التمريض.
- قسم العلوم الاجتماعية.
- كلية العلوم البيطرية.
- مدرسة التربية.
- قسم الكيمياء الصيدلية.
- كلية العلوم الإنسانية والفنون.
- قسم الهندسة.
- قسم الهندسة الزراعية.
- مدرسة الطب.
- كلية طب الأسنان.
- كلية الصيدلة.
- كلية العلوم البيئية.

## الإدارة

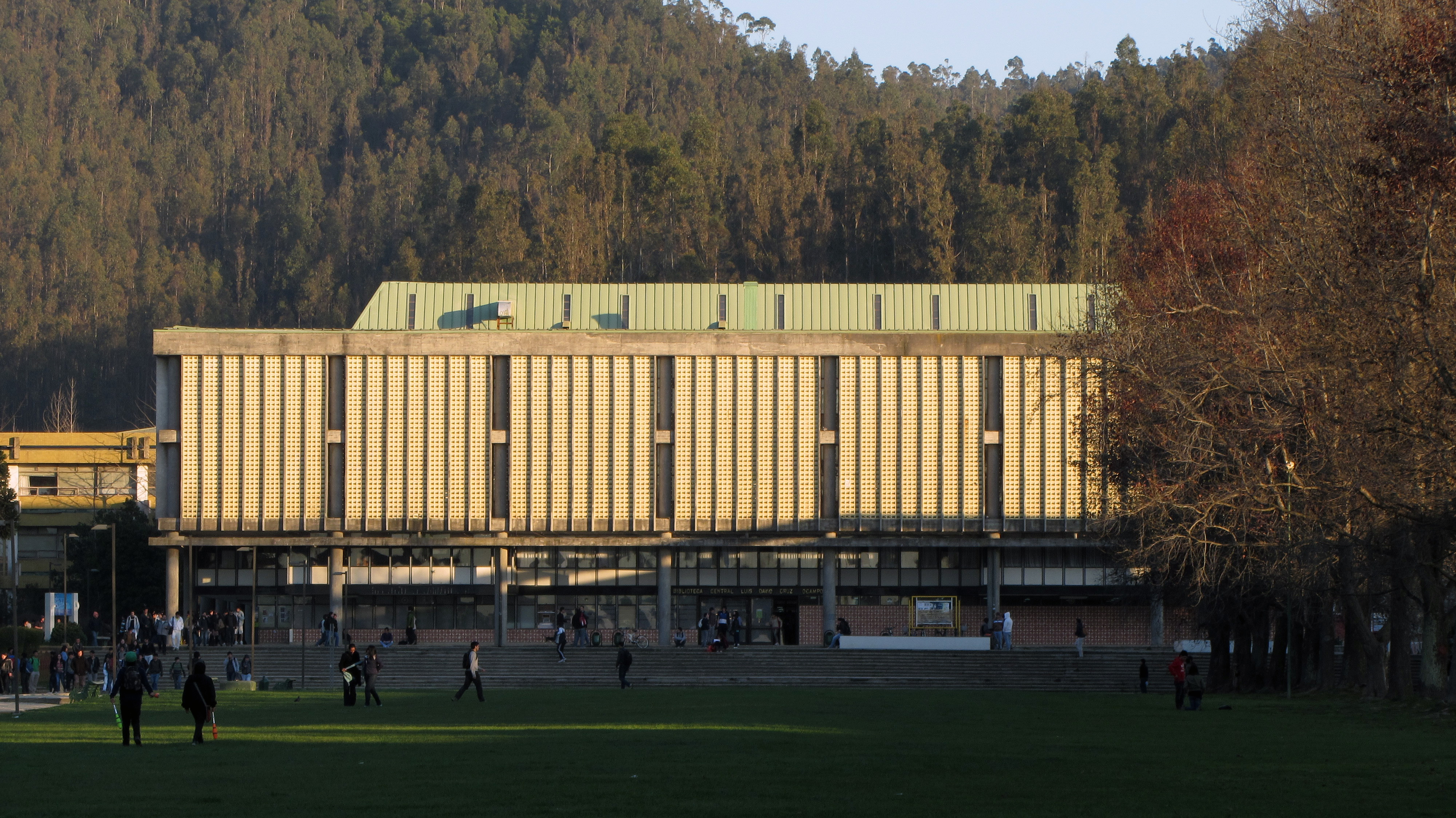
مكتبة لويس ديفيد كروز أوكامبو المركزية ، في لجامعة كونثبثيون.

رئيس الجامعة الحالي هو كارلوس سافيدرا روبيلار. تنتمي الجامعة إلى مجلس رؤساء الجامعات التشيلية التقليدية. رؤساء الجامعة الذين قاموا بتوجيه الجامعة هم:
| رئيس جامعة                | فترة      |
| ------------------------- | --------- |
| إنريكي مولينا غارمنديا    | 1919–1956 |
| ديفيد ستيتشكين برانوفر    | 1956–1962 |
| اجناسيو جونزاليس جينوفيس  | 1962–1968 |
| ديفيد ستيتشكين برانوفر    | 1968      |
| إدغاردو إنريكي فرهدين     | 1969–1972 |
| كارلوس فون بليسينج باينتش | 1973      |
| غييرمو غونزاليس باستياس   | 1973–1975 |
| هاينريش روشنا فيولا       | 1975–1980 |
| غييرمو كليريكوس اتشيغوين  | 1980–1987 |
| كارلوس فون بليسينج باينتش | 1987–1990 |
| سيزار أوغستو بارا مونيوز  | 1990–1997 |
| سيرجيو لافانشي ميرينو     | 2018-1998 |
| كارلوس سافيدرا روبيلار    | في المكتب |